# Sonate K. 258
La sonate K. 258 (F.206/L.178) en ré majeur est une œuvre pour clavier du compositeur italien Domenico Scarlatti.

## Présentation
La sonate K. 258 en ré majeur est notée Andante. Dans le manuscrit de Parme, elle est suivie par la sonate K. 53, de même tonalité, avec laquelle elle forme un couple, alors que dix années séparent les copies de Venise. Dans le manuscrit de Saragosse, elle est suivie par la sonate K. 236, également en ré.

## Manuscrits

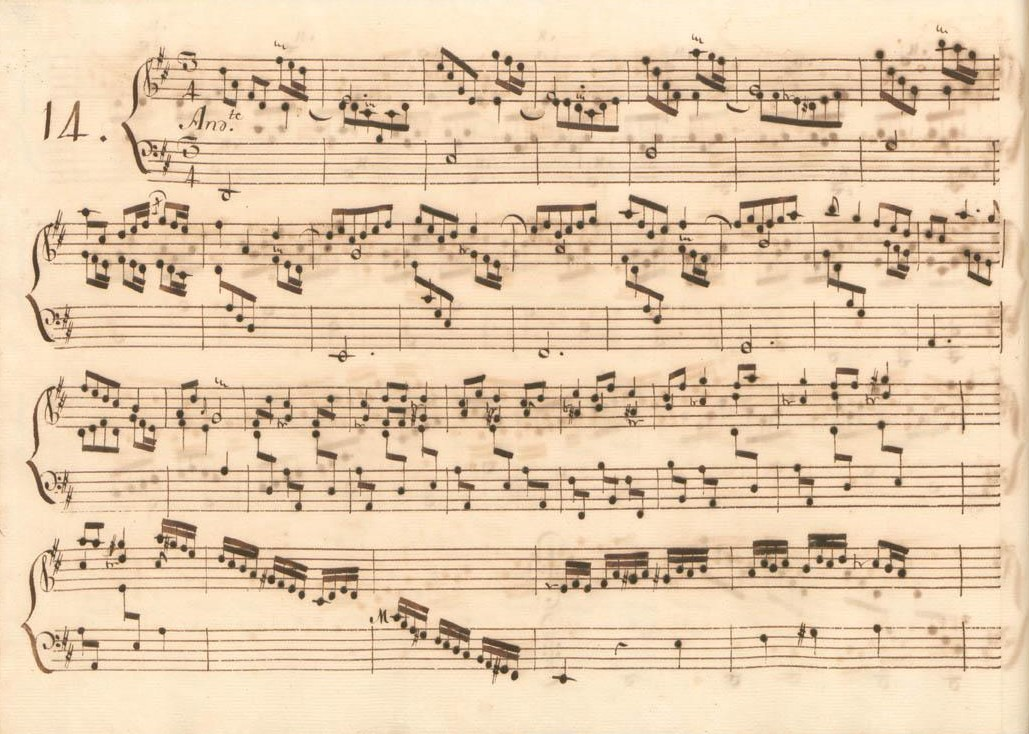
Début de la sonate, extraite du volume VI du manuscrit de Parme.

Le manuscrit principal est le numéro 23 du volume IV (Ms. 9775) de Venise (1755), copié pour Maria Barbara ; l'autre étant Parme VI 14 (Ms. A. G. 31411). Une copie figure dans le manuscrit de Saragosse, source 2, ms. B-2 Ms. 31, fos  73v-75r (no 37), parmi une soixantaine de sonates.

## Interprètes
La sonate K. 258 est interprétée au piano, notamment par Carlo Grante (2012, Music & Arts, vol. 3) ; au clavecin par Scott Ross (Erato, 1985) et Richard Lester (2002, Nimbus, vol. 2).

## Sources
: document utilisé comme source pour la rédaction de cet article.
- Ralph Kirkpatrick (trad. de l'anglais par Dennis Collins), Domenico Scarlatti, Paris, Lattès, coll. « Musique et Musiciens », 1982 (1re éd. 1953 (en)), 493 p. (OCLC 954954205, BNF 34689181).
- Alain de Chambure, « Domenico Scarlatti : Intégrale des sonates — Scott Ross », p. 223, Erato (2564-62092-2), 1985 (OCLC 891183737) .
- (es) Celestino Yáñez Navarro (thèse), Nuevas aportaciones para el estudio de las sonatas de Domenico Scarlatti. Los manuscritos del Archivo de Música de las Catedrales de Zaragoza, Université autonome de Barcelone, 2016 (lire en ligne)